# Rózsa Krisztián
Rózsa Krisztián (Vásárosnamény, 1991. július 26. –) magyar színművész.

## Életpályája
1991-ben született Vásárosnaményban, gyermekkorát Tiszaadonyban töltötte. 2005-2009 között a nagykállói Korányi Frigyes Gimnázium drámatagozatának tanulója volt. 2009-2014 között a Kaposvári Egyetem színművész szakos hallgatója volt. Egyetemi gyakorlatát a Vígszínházban és a debreceni Csokonai Színházban töltötte. 2014-2016 között a K2 Színház tagja volt. 2016-tól a Miskolci Nemzeti Színház tagja. 2019 júliusában a Kőszegi Várszínház bemutatójában - 
Bolba Tamás - Szente Vajk - Galambos Attila: Csoportterápia című musicaljében Sziszi szerepét alakította.

## Filmes és televíziós szerepei
- Gólyatábor (2016)
- #Sohavégetnemérős (2016) ...Rendőr
- Munkaügyek (2017) ...Őrnagy
- Drága örökösök (2020) ...Szállodai alkalmazott
- A mi kis falunk (2020) ...Rendőr
- Hotel Margaret (2022) ...Alvilági srác
- Gólkirályság (2023) ...Kelen SC edző
- Hazatalálsz (2023) ...Fácános Robi

## Díjai és kitüntetései
- Básti Lajos-díj (POSZT, 2018)[5]
- Junior Prima díj (2021)[6]